# EEPROM
EEPROM (англ. Electrically Erasable Programmable Read-Only Memory) — постійний запам'ятовувач, що програмується та очищується за допомогою електрики, один з видів енергонезалежної пам'яті. Пам'ять такого типу може очищуватися та заповнюватися інформацією декілька десятків тисяч разів. Використовується в твердотілих накопичувачах. Одним з різновидів EEPROM є флеш-пам'ять (англ. Flash Memory).

## Принцип дії
Принцип роботи EEPROM оснований на зміні та реєстрації електричного сигналу в ізольованій області (кишені) напівпровідникової структури.
Зміна заряду («запис» та «стирання») виконується поданням між затвором і витоком великого потенціалу, щоб напруженість електричного поля в тонкому діелектрику між каналом транзистора і кишенею виявилася достатньою для виникнення тунельного ефекту. Для посилення ефекту тунелювання електронів у кишеню при записі застосовується невелике прискорення електронів шляхом пропускання струму через канал польового транзистора. Читання виконується польовим транзистором, для якого кишеня виконує роль затвора. Потенціал плавного затвора змінює порогові характеристики транзистора, що і реєструється ланцюгами читання.
Основна особливість класичного осередку EEPROM — наявність другого транзистора, який допомагає керувати режимами запису і стирання. Деякі реалізації виконувалися у вигляді одного тризатворного польового транзистора (один затвор плавний і два звичайних). Ця конструкція забезпечується елементами, які дозволяють їй працювати у великому масиві таких же осередків. З'єднання виконується у вигляді двовимірної матриці, в якій на перетині стовпців і рядків розташовується одна клітинка. Оскільки осередок EEPROM має третій затвор, то крім підкладки до кожної клітинки підходять 3 провідники (один провідник стовпців і 2 провідники рядків).

## Список виробників EEPROM
- Aplus Flash Technology
- Mitsubishi
- Atmel
- Hitachi
- Infineon
- Maxwell Technologies
- Microchip Technology
- NXP Semiconductors
- Renesas Technology
- ROHM Electronics
- Samsung Electronics
- SmarfTech
- STMicroelectronics
- Seiko Instruments
- Winbond
- Catalyst Semiconductor Inc